# 창원경일고등학교
창원경일고등학교(昌原慶一高等學校)는 대한민국 경상남도 창원시 성산구 중앙동에 있는 사립 고등학교이다.

## 학교 연혁
- 1985년 6월 15일 : 학교법인 경일학원 설립인가
- 1985년 12월 30일 : 창원경일고등학교 설립인가
- 1986년 3월 5일 : 개교 및 박호선 교장 취임
- 2022년 12월 15일 : 제35회 졸업(총 졸업생 18,779명)
- 2023년 3월 1일 : 제16대 변창우 교장 취임

## 참고 자료
- 창원경일고등학교 - 한국교육학술정보원 학교알리미